# 凯瑟琳·格兰杰
凯瑟琳·格兰杰（英語：Katherine Grainger，1975年11月12日—），英国女子赛艇运动员。她曾代表英国参加2000年、2004年、2008年、2012年和2016年夏季奥林匹克运动会赛艇比赛，获得一枚金牌和四枚银牌。